# Pseudocalotes
Pseudocalotes es un género de agámidos de la subfamilia Draconinae. Sus especies se distribuyen por la región indomalaya.

## Especies
Se reconocen las siguientes:
- Pseudocalotes andamanensis (Boulenger, 1891)
- Pseudocalotes austeniana (Annandale, 1908)
- Pseudocalotes brevipes (Werner, 1904)
- Pseudocalotes cybelidermus Harvey, Hamidy, Kurniawan, Shaney & Smith, 2014[2]
- Pseudocalotes dringi Hallermann & Böhme, 2000
- Pseudocalotes flavigula (Smith, 1924)
- Pseudocalotes floweri (Boulenger, 1912)
- Pseudocalotes guttalineatus Harvey, Hamidy, Kurniawan, Shaney & Smith, 2014[2]
- Pseudocalotes jingpo Xu, Gong, Hou, Weng, Liu, Deng, Hu & Peng, 2024[3]
- Pseudocalotes kakhienensis (Anderson, 1879)
- Pseudocalotes khaonanensis Chan-Ard, Cota, Makchai & Laoteow, 2008
- Pseudocalotes kingdonwardi (Smith, 1935)
- Pseudocalotes larutensis Hallermann & Mcguire, 2001
- Pseudocalotes microlepis (Boulenger, 1888)
- Pseudocalotes poilani (Bourret, 1939)
- Pseudocalotes rhammanotus Harvey, Hamidy, Kurniawan, Shaney & Smith, 2014[2]
- Pseudocalotes saravacensis Inger & Stuebing, 1994
- Pseudocalotes tympanistriga (Gray, 1831)
- Pseudocalotes ziegleri Hallermann, Truong, Orlov & Ananjeva, 2010